# گروه مالی سامبا
گروه مالی سامبا (به عربی: مجموعة سامبا المالية) شرکت خدمات مالی عربستانی است، که در زمینه ارائه خدمات بانکداری خرد، بانکداری سرمایه‌گذاری، مدیریت سرمایه‌گذاری و مدیریت صندوق‌های سرمایه‌گذاری فعالیت می‌کند.
گروه مالی سامبا در سال ۱۹۸۰ با خریداری شعبه‌های سیتی‌بانک در شهرهای جده و ریاض تأسیس شد و در حال حاضر دارای ۹۴ شعبه در عربستان سعودی و کشورهای بریتانیا، قطر، امارات متحده عربی و پاکستان می‌باشد.
شعبه مرکزی این گروه در شهر ریاض، عربستان سعودی قرار دارد و بخشی از سهام آن در بازار بورس تداول معامله می‌شود.